# Airbnb
Airbnb is een online marktplaats voor de verhuur en boeking van accommodaties in handen van particulieren, hotels en investeerders.

## Activiteiten
De website omvat meer dan 7,7 miljoen privé-accommodaties in meer dan 200 landen. 
De naam komt van AirBed & Breakfast (luchtmatras en ontbijt), maar ondertussen gaat het over allerhande particuliere accommodaties waaronder woningen, appartementen, boomhutten, boten en kamers.
Airbnb werd opgericht in augustus 2008 door Brian Chesky, Joe Gebbia en Nathan Blecharczyk in San Francisco. De oorspronkelijke financiering werd verkregen van de accelerator Y Combinator. Later hebben ook Greylock Partners, Sequoia Capital en Ashton Kutcher geïnvesteerd in het bedrijf.
In december 2010 kreeg het bedrijf een beursnotering op de NASDAQ. De introductieprijs was vastgesteld op US$ 68, maar op de eerste handelsdag verdubbelde de koers tot US$ 146. Dit gaf het bedrijf een beurswaarde van US$ 86 miljard, en liet daarmee concurrent Expedia ver achter zich.

## Impact
Via Airbnb werd oorspronkelijk hoofdzakelijk bij particulieren gehuurd.
Al snel bleek dat verhuur via Airbnb financieel meer opbrengt dan lange termijnverhuur. Ondertussen worden hoofdzakelijk overnachtingen bij investeerders en professionals aangeboden. Uit een onderzoek bleek dat de helft van het Airbnb-aanbod in Brussel (in 2019) accommodaties betrof die vanuit dergelijke grote partijen verstrekt werden. Daarnaast bevinden de meeste accommodaties zich in de toeristische zones van de stad. In veel grote steden versterkt Airbnb daarmee het overtoerisme.

### Beperkingen
Verschillende stadsbesturen hebben maatregelen doorgevoerd om het gebruik van de website aan banden te leggen.
Zo stelde Barcelona aanvankelijk een verbod in. In 2021 mochten inwoners maximaal twee kamers verhuren, en slechts in wijken die door de gemeente daarvoor zijn aangewezen. In Parijs mochten huiseigenaren alleen hun tweede huis verhuren. In New York mochten inwoners maximaal één woning tegelijkertijd aanbieden op het toeristenplatform, om te voorkomen dat investeerders massaal huizen zouden opkopen om ze te verhuren via Airbnb. In Nederland is Amsterdam de stad die de meeste regels heeft opgesteld. Inwoners mogen hun woonverblijf voor maximaal 30 nachten per jaar verhuren en dienen elke verhuring te melden bij de gemeente.
In 2018 kwam in het rapport UnFairbnb van Corporate Europe Observatory aan het licht hoe Airbnb en bondgenoten bij de EU lobbyen tegen steden die de wildgroei van deelappartementen willen reguleren.
In september 2020 oordeelde het Europees Hof van Justitie dat de lidstaten, meer bepaald de grotere steden, de verhuur van appartementen en huizen via Airbnb mogen inperken of onderwerpen aan vergunningen.

### Jurisprudentie in Nederland
In maart 2020 oordeelde de rechtbank Amsterdam in een civiele zaak dat Airbnb in strijd handelde met de Nederlandse wet door het zowel bij huurders als verhuurders in rekening brengen van bemiddelingskosten. Artikel 7:264 BW beschermt huurders tegen ‘dubbele bemiddelingskosten’, ook indien deze door een derde zijn bedongen. De rechtbank verwierp het verweer van Airbnb dat haar diensten onder het Ierse recht vallen, omdat het bedrijf in dat land gevestigd is, waar de wetgeving geen verbod op het dienen van twee heren kent. Hoewel in de algemene voorwaarden van het bedrijf inderdaad het Ierse recht van toepassing is verklaard, staat in diezelfde voorwaarden dat, wanneer het consumentenrecht van het land van de klant gunstiger voor hem uitpakt, die lokale wetgeving wordt gevolgd.